# Ettore Lapadula
Ettore Luigi Lapadula (Pisticci, 21 ottobre 1919 – Roma, 21 giugno 1974) è stato un medico e critico d'arte italiano.
Ha raggiunto fama internazionale nella fisioterapia applicata all'ortopedia ed  è l'inventore del corsetto Lapadula, per la cura della scoliosi.

## Biografia
Ettore Luigi Lapadula si era trasferito a Roma giovanissimo, raggiungendo i fratelli architetti Ernesto Lapadula e Attilio Lapadula. Dopo il Diploma di abilitazione magistrale al Regio Istituto Gelasio Gaetani conseguito nel 1938, aveva frequentato il XII Corso dell'Accademia di Educazione fisica nel triennio 1938-1941, diplomandosi in Scienze della Preparazione giovanile ed Educazione fisica. Prese parte dal 1941 alla seconda guerra mondiale, con il grado di sottotenente di Fanteria, come istruttore di Educazione fisica e in territorio dichiarato zona di guerra.
Iscrittosi, dopo il 1945, alla facoltà di Medicina dell'Università di Roma La Sapienza aveva conseguito, dopo la laurea, le specializzazioni in Chirurgia e Ortopedia. In seguito, Giacomo Giangrasso lo aveva voluto come suo assistente alla Clinica romana Giuseppe Bastianelli. Ettore aveva però continuato a svolgere l'attività di insegnamento come professore di Educazione fisica presso il Liceo Artistico Ripetta a Roma ed a studiare le applicazioni delle Scienze motorie e sportive all'Ortopedia e alla Medicina dello Sport.
Insieme ai fratelli Ernesto e Attilio aveva frequentato, da quando era giunto a Roma, gli studi degli artisti della Scuola Romana e quelli presenti nella zona compresa tra via Margutta, via di Ripetta e piazza del Popolo, diventando amico di pittori, scultori, architetti, poeti, filosofi e letterati, alcuni dei quali erano suoi colleghi perché docenti del Liceo Artistico e dell'adiacente Accademia di belle arti di Roma. Aveva cominciato così a scrivere, come giornalista pubblicista, saggi di Critica artistica su alcuni giornali romani e presentazioni delle opere di pittori e scultori sui cataloghi delle loro mostre. Nel 1962 ha sposato la tennista inglese Susan Ann Forer.
I suoi multiformi interessi si riflettevano concretamente nell'organizzazione del suo studio medico che era divenuto un ambiente polivalente: gabinetto medico, ovviamente, ma anche palestra sportiva, studio d'artista e luogo di incontro di pazienti che erano anche amici ed esponenti della cultura italiana della seconda metà del XX secolo (tra questi ci furono Elsa Morante e Pier Paolo Pasolini).
In riconoscimento del suo impegno culturale e scientifico nella città di Roma venne chiamato a far parte del Gruppo dei Romanisti e nel 2009 la Commissione Consultiva di Toponomastica del comune di Roma lo ha proposto per l'intitolazione di una strada.

## Corsetto Lapadula
Il suo studio medico era un centro specializzato nella cura della scoliosi e della cifosi. I pazienti venivano curati senza metodi invasivi, chirurgici o farmacologici, ma con una serie di esercizi fisici appositamente programmati e una sequenza di busti ortopedici che accompagnavano la risoluzione della malattia. Questi ultimi venivano realizzati a partire da una riproduzione del corpo del paziente che Ettore modellava in gesso di volta in volta con l'abilità di uno scultore.
(Ettore Paratore)
Nella sua professione si era creato una grande notorietà nazionale e internazionale, partecipando a convegni medici in Italia e in Europa, e il corsetto Lapadula, da lui inventato, viene tutt'oggi utilizzato nel trattamento di particolari patologie ed è oggetto di studio da parte di specialisti e Istituti di ricerca.

## Riconoscimenti

### Associazioni
Membro del Gruppo dei Romanisti (1974)

### Tributi
- L'Amministrazione comunale di Roma ha deliberato nel 2009 di dedicargli uno spazio pubblico per l'attività di medico.
- L'Amministrazione comunale di Pisticci ha dedicato nel 2018 una loggia nella città ai fratelli Ernesto, Attilio ed Ettore Lapadula.

## Pubblicazioni

### Medicina
- E. Lapadula, Nozioni di educazione fisica, in Scuola Educazione Fisica Sport, N°1 gennaio, Anno I 1950.
- E. Lapadula, Nozioni di educazione fisica: Il corpo umano nelle sue divisioni fondamentali, in Scuola Educazione Fisica Sport, N°2 febbraio, Anno I 1950.
- E. Lapadula, L'adenoidismo e Nozioni di educazione fisica: La colonna vertebrale (parte I), in Scuola Educazione Fisica Sport, N°3 marzo, Anno I 1950.
- E. Lapadula, Anomalie del piede e Nozioni di educazione fisica: La colonna vertebrale (parte II), in Scuola Educazione Fisica Sport, N° 4 aprile, Anno I 1950.
- E. Lapadula, Lesioni traumatiche del piede, in Scuola Educazione Fisica Sport, N°5 maggio, Anno I 1950.
- E. Lapadula, Vagostenia e simpaticostenia nella pratica sportiva, in Scuola Educazione Fisica Sport, N° 8-9 agosto-Settembre, Anno I 1950.
- E. Lapadula, Lesioni traumatiche del ginocchio, in Scuola Educazione Fisica Sport, N°10-11 ottobre-Novembre, Anno I 1950.

### Critica d'Arte
- E. Lapadula, Benedetto da Subiaco, personale di Benedetto Tozzi alla galleria Fontanella, in Alfabeto. Quindicinale di arti scienze e lettere, Anno IX, numero 23, 1-15 dicembre 1953.
- E. Lapadula, Presentazione in Catalogo della mostra di Armiro Yaria, Galleria delle Carrozze Ed., Roma 1955.
- E. Lapadula, Gian Berto Vanni, in Alfabeto. Quindicinale di arti scienze e lettere, Anno XI, numero 1, 1-15 gennaio 1955.
- E. Lapadula, VII Quadriennale di Roma. Quadriennale nazionale d'arte di Roma, in Alfabeto. Quindicinale di arti scienze e lettere, Anno XII numero 1-2, 15-31 gennaio 1956.
- E. Lapadula, La pittura di Luigi Montanarini, in Alfabeto. Quindicinale di arti scienze e lettere, Anno XII numero 1-2, 15-31 gennaio 1956.
- E. Lapadula, Presentazione in Catalogo della mostra di Ugo Guidi, Galleria del Vantaggio Ed., Roma 1956.
- E. Lapadula, Presentazione in Personale di Adolfo Marchesi, Galleria Stagni Ed., Roma 1968.